# Flughafen Schymkent

i8
i11
i13
Der Flughafen Schymkent (kasachisch Халықаралық Шымкент Әуежайы, russisch Международный Аэропорт Шымкент, IATA-Code: CIT, ICAO-Code: UAII) ist ein internationaler Flughafen, der die kasachische Stadt Schymkent bedient.
Der heutige Flughafen wurde 1963 auf einem im Jahr 1932 angelegten, vorwiegend landwirtschaftlich genutzten Flugplatz erbaut. Er nahm ein Jahr darauf den Betrieb auf.